# Armored Saint
Armored Saint är ett heavy metal-band från Los Angeles som bildades 1982 av John Bush, Dave Prichard, Phil Sandoval, Joey Vera och Gonzalo Sandoval. Debutalbumet March of the Saint gavs ut 1984 och senaste albumet La Raza gavs ut i mars 2010 genom skivbolaget Metal Blade.

## Historia
Armored Saint bildades i Los Angeles 1982. Gitarristen Joey Vera och sångaren John Bush hade tidigare spelat tillsammans i gruppen Rhapsody, ett coverband som spelade låtar av Foreigner och Deep Purple. Tillsammans med trummisen Gonzalo och gitarristen Phil Sandoval bildade de båda därefter bandet Royal Decree. Joey Vera övergick från att spela gitarr till bas. Efter att en period gått skilda vägar i olika konstellationer inledde dessa fyra musiker tillsammans med Dave Prichard ett samarbete som så småningom skulle bli Armored Saint. gruppen spelade till en början Iron Maiden-covers men skapade redan nu en del material som sedan kom att ges ut under namnet Armored Saint.

## Medlemmar
Nuvarande medlemmar
- Joey Vera – basgitarr (1982–1992, 1999–2003, 2006– )
- Gonzo Sandoval – trummor (1982–1988, 1990–1992, 1999-2003, 2006– )
- Phil Sandoval – gitarr (1982–1985, 1990–1992, 1999–2003, 2006– )
- John Bush – sång (1982–1992, 1999–2003, 2006– )
- Jeff Duncan – gitarr (1989-1992, 1999–2003, 2006– )

Tidigare medlemmar
- Mike Zaputil – basgitarr (1982)
- Mike Williams – basgitarr (1982)
- Dave Prichard – gitarr (1982–1990; död 1990)
- Eddie Livingston – trummor (1989)
- Alan Barlam – gitarr (1989)

## Diskografi
Demo
- 1982 – First Demo
- 1989 – 1989 Demo
- 1990 – Re-recorded Demo with Jeff Duncan
- 1990 – 1990 Demo
- 2009 – Demo

Studioalbum
- 1984 – March of the Saint (Chrysalis Records)
- 1985 – Delirious Nomad (Chrysalis Records)
- 1987 – Raising Fear (Chrysalis Records)
- 1991 – Symbol of Salvation  (Metal Blade Records)
- 2000 – Revelation (Metal Blade Records)
- 2010 – La Raza (Metal Blade Records)
- 2015 – Win Hands Down (Metal Blade Records)

Livealbum
- 1988 – Saints Will Conquer

EP
- 1983 – Armored Saint

Singlar
- 1984 – "Can U Deliver"
- 1984 – "March of the Saint"
- 1985 – "Over the Edge"
- 1985 – "Take a Turn"
- 1986 – "Long Before I Die"
- 1987 – "Isolation"
- 1991 – "Last Train Home"
- 1991 – "The Truth Always Hurts"

Samlingsalbum
- 2000 – 1983-2000 - Armored & Dangerous
- 2001 – Nod to the Old School
- 2009 – 2009 Australian Tour Compilation

Samlingsalbum (div. artister)
- 1983 – Metal Massacre II (Metal Blade Records)
- 1985 – Crazed - An All Out Metal Assault (JSI (Jelto Concepts Incorporated), innehåller "Can U Deliver")
- 1988 – The Decline of Western Civilization, Part II: The Metal Years (Electrola / Capitol Records / I.R.S. Records, soundtracks)
- 1996 – Metalmeister: A Metal Blade Compilation (Metal Blade Records, innehåller "Creepy Feelings")
- 2015 – Metal Blade Records Sampler 2015 (Metal Blade Records)
- 2015 – Le sampler Rock Hard 154 (Rock Hard, utgiven i Frankrike)
- 2015 – Rock Tribune #146 (Magazines)

Video
- 1991 – A Trip Thru Red Times (Metal Blade Records, VHS)
- 2004 – Lessons Not Well Learned 1991-2001 (Metal Blade Records, DVD + CD)

Video-samlingar (div.artister)
- 1985 – Kerrang! Video Kompilation (Kerrang! / EMI, VHS, innehåller "Can U Deliver")
- 2006 – Monsters of Metal Vol. 5 (Nuclear Blast, DVD, innehåller "Reign of Fire")
- 2007 – Rock Guerilla.tv 7 (Rock Hard, DVD utgiven i Tyskland, innehåller intervju med Armored Saint)
- 2007 – Bang Your Head!!! Festival - 2006 (Locomotive Records, 2x live-DVD, innehåller "Tribal Dance" och "Seduce")
- 2012 – Monsters of Metal Vol. 8 (Nuclear Blast, 2xDVD, innehåller "Left Hook From Right Field")